# Paul Forkardt

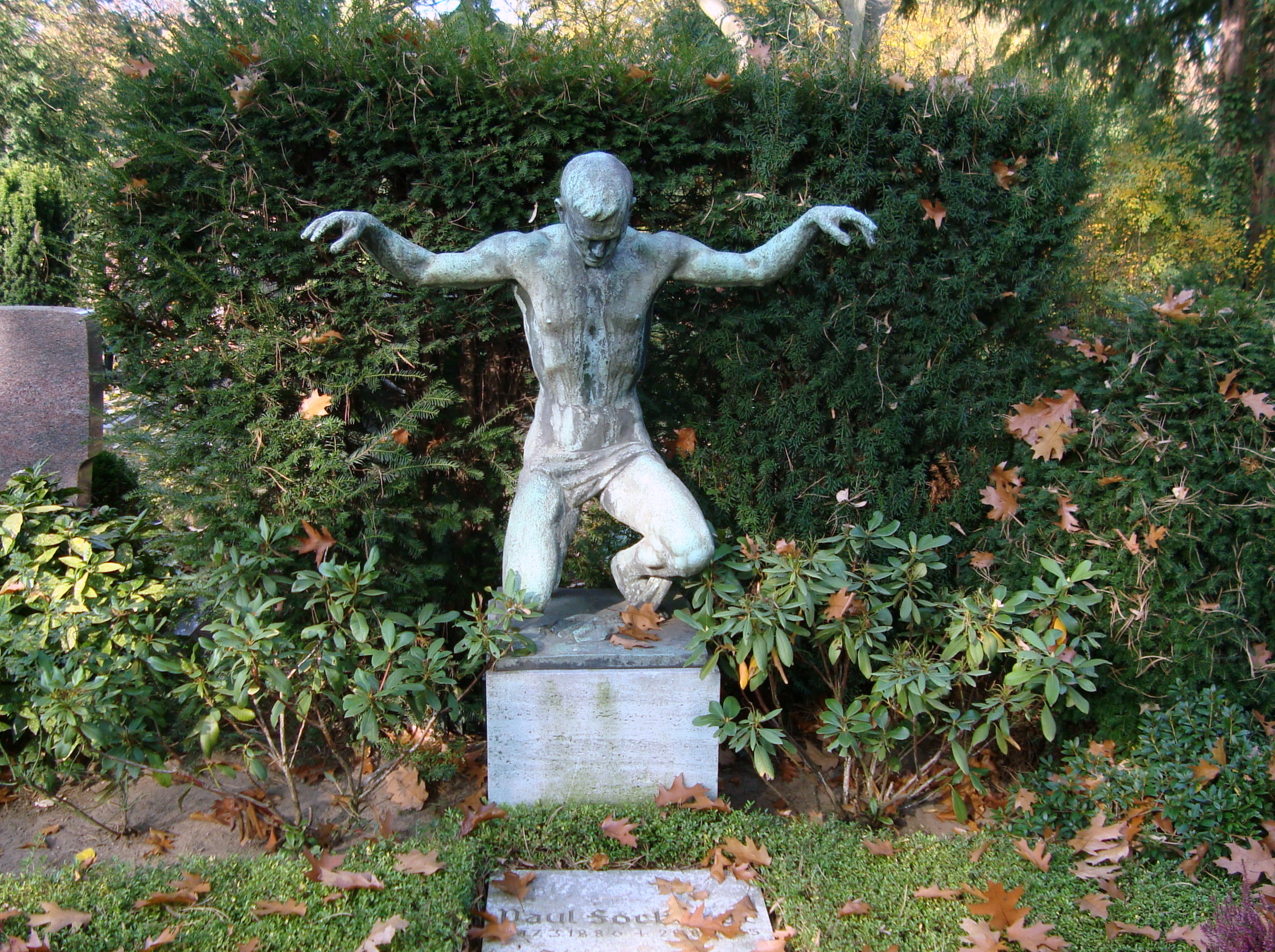
Grabmal von Paul Forkardt auf dem Friedhof Heerdt, Bildhauer Joseph Enseling

Hermann Paul Max Forkardt (* 17. März 1886 in Eisenach; † 28. August 1935 in Karlsbad) war ein deutscher Werkzeugmaschinen-Industrieller.

## Leben
Forkardt war der Sohn eines Fabrikdirektors der Herdfabrik der Gebrüder Demmer in Eisenach. Nach Realgymnasium und Schlosserlehre besuchte er die Höhere Maschinenbauschule Dortmund. Frühzeitig war Forkardt in verantwortlichen Positionen des Schwermaschinenbaus. Während des Ersten Weltkriegs leitete er eine Munitionsfabrik. Im Alter von 33 Jahren wurde er Technischer Direktor zweier durch Besitz verbundener Werkzeugmaschinenfabriken. Zwei Jahre später wurde er Teilhaber eines Vertriebsunternehmens für Maschinen aus dem In- und Ausland. 1923 gründete er in Düsseldorf die Paul Forkardt AG, die sich schwerpunktmäßig mit Spannzeugen beschäftigte. Der Unternehmenserfolg war so gut, dass sich Forkardt allein diesem Unternehmen widmen musste. Um diese Zeit schuf er den Begriff der Spanntechnik.
Forkardt war seit 1917 mit Lotte (geborene Ippelsheim) verheiratet und Vater eines Sohnes und einer Tochter.
Er war ein Förderer der Gemeinschaftsarbeit des Vereins Deutscher Ingenieure (VDI).